# Хабибуллин, Озад Гарифович
Озад Гарифович Хабибуллин (узб. Ozad Garifovich Xabibulin, тат. Озад Гариф улы Хәбибуллин; род. 22 июля 1949, Гиждуван, Бухарская область, Узбекская ССР, СССР) — советский, узбекский, российский татарский художник-монументалист, скульптор, мозаичист. Народный художник Республики Узбекистан (2004), заслуженный деятель искусств Республики Татарстан (2017).

## Биография
Озад Гарифович Хабибуллин родился 22 июля 1949 года в селе Гиждуван Бухарской области Узбекской ССР. Был одним из четырёх сыновей в семье. Мать — учительница, по происхождению таджичка, отец — ветеран Великой Отечественной войны, татарин.
В 1968 году окончил Душанбинское художественное училище, а в 1973 году — факультет монументального искусства Ташкентского государственного театрально-художественного института имени А. Н. Островского, где учился в мастерской Ч. Ахмарова. Специалист штабной службы, имеет звание сержанта. В 23 года пережил клиническую смерть, упав с лесов во время участия в реставрационных работах. С 1974 года трудился на ташкентском комбинате скульптуры и монументального искусства. В 1975 году в возрасте 26 лет стал членом Союза художников СССР. В 27 лет перенёс вторую клиническую смерть. С 1977 годах участвует в республиканских и международных художественных выставках. В 1974, 1976 и 1980 годах учился в аспирантуре при доме творчества «Сенеж» по специальности «монументальное искусство».
Работает в таких видах и направлениях искусства как мозаика (смальта, керамика), панно из шамота (в том числе с глазурированием и золочением), художественное литьё (бронза, выколотка по меди), скульптура (барельеф, горельеф), монументальная настенная живопись (фреска, темпера, энкаустика, авторская термофосфатная техника). В своём творчестве Хабибуллин развивает реалистические художественные тенденции, сочетая фантастический реализм с традиционным в Средней Азии искусством, как то книжная миниатюра. Его произведения отличаются символико-аллегорическим и философским содержанием, ярко выраженной экспрессией образов, крупными формами и одновременно условностью пространственной композиции. Хабибуллин является автором довольно новаторских для своего времени работ на историческую тему, внеся таким образом значительный вклад в развитие национального узбекского искусства. Всего, является автором более 60 монументальных произведений, размещённых в общественных пространствах городов Средней Азии, России, Татарстана.
Особо искусствоведами выделяется оформление Хабибуллиным станции ташкентского метро «Айбек», посвящённой известному узбекскому поэту. Им было выполнено два горельефно-барельефных панно из шамота — «Айбек» и «Священная кровь» (1982), размещённых над лестницами вестибюлей, на которых запечатлён сам поэт и герои его произведений. По отзывам критиков, данные работы отличаются высоким мастерством исполнения, страстностью и реалистичностью в изображении связи времён, свидетельствуя о том, что Хабибуллин с большим чувством проникся творчеством Айбека и правдиво отразил трагические эпизоды истории Узбекистана, в частности, восстания 1905—1907 годов в Джизаке. В 1984 году за панно Айбек» был удостоен премии Союза художников СССР «Лучшая работа года в скульптуре». Также участвовал в оформлении станций «Сабира Рахимова» (1975, бетонный рельеф, мозаика из смальты, выколотка по меди, бронзовое литьё) и «Ташкент» (1982, горельеф и барельеф из шамота),
Является автором росписей в стиле энкаустики в интерьерах зданий Академии наук Узбекистана («Великие учёные Востока», 1994), Интернационального культурного центра («Великий шёлковый путь», 1996), Пресс-центра Узбекистана («Живая планета», 1998), настенных рельефов из глазурированного шамота на фасаде ташкентского аэропорта («Узбекистан», 1992), рельефов и фресок в атриумных залах Государственной консерватории Узбекистана («Богиня вдохновения», «Узбекистан», «Виды искусств», 2002), а также Государственного музея Вооружённых Сил Республики Узбекистан, Центрального банка Республики Узбекистан, ряде других мест.
С 2005 года живёт и работает в Казани. Возглавлял работы по созданию панно в технике византийской мозаики на станциях казанского метро «Площадь Габдуллы Тукая» и «Кремлёвская», строительство которых было начато в преддверии 1000-летия Казани. Руководя бригадой из 52 узбекских и 25 казанских художников, Хабибуллин сам создавал эскизы и набирал мозаику по татарским национальным сюжетам, сумев исполнить все композиции в трёхмесячный срок. Станция «Площадь Габдуллы Тукая» была украшена 22 мозаичными картинами, а «Кремлёвская» — 10 большими и 12 маленькими, помимо панно с драконом на станционном своде, общей площадью более 600 квадратных метров.
Также участвовал в художественном оформлении здания Синода под президентскую библиотеку имени Б. Н. Ельцина в Санкт-Петербурге (восемь барельефов, 2009), отеля «Корстон» (росписи плафонов в зале «Наполеон», 2008), спортивных объектов Универсиады-2013 в Казани, а также Олимпиады-2014 в Сочи. Известны мозаика из смальты на фасаде ресторана Шатлык в Гиждуване (Праздник урожая, 1980), настенное панно с надглазурной росписью по керамической плитке в айване частного дома в Чимкенте («Соколиная охота», 2007), четыре панно и росписи в ресторане санатория «Заря» в Кисловодске («Зимний сад», 2011). Также является автором дизайна ряда казанских ресторанов, в том числе росписи «Памяти Ч. Ахмарова» в интерьере ресторана «Узбекистан».
Работает в живописи и графике. Среди пейзажей и станковых произведений тематического и бытового жанра критиками выделяются цикл из 12 полотен на тему индийской философии («Шамбала», «Храм любви», «Реинкарнация», и др., 1994), работы «Афганец и молитва», «Мост чести» (оба — 1997), «Сююмбика» (1999), «Туман», «Джайхун», «Сайхун» (все — 2010). Особое место в творчестве Хабибуллина занимает фигура и произведения Г. Тукая, которым художник посвятил ряд работ. Критикой особо отмечено полотно «Вдохновение. Г. Тукай» (2011).
С 2008 года преподаёт основы монументально-декоративного искусства на кафедре монументально-декоративного искусства, живописи и искусствоведения Казанского государственного института культуры по курсу . Также был доцентом КНИТУ и преподавал на кафедре дизайна. Является членом Союза художников России и Международной ассоциации искусств при ЮНЕСКО. Участник республиканских и всероссийских выставок, персональных экспозиций в Ташкенте (1987) и Казани (1994). Работы Хабибуллина находятся музеях Узбекистана и Татарстан, в ряде галерей и в частных коллекциях за рубежом.

## Награды
- Почётное звание «Народный художник Республики Узбекистан» (23 августа 2004 года) — за весомый вклад в рост культуры и духовности нашего народа, за всенародное признание и уважение, завоеванные неповторимым талантом, многогранным творчеством, многолетним плодотворным трудом в области искусства, за активное участие в общественной жизни[1][23].
- Почётное звание «Заслуженный деятель искусств Республики Татарстан» (27 июня 2017 года) — за большой вклад в развитие изобразительного искусства и плодотворную творческую деятельность[24][25]. Вручено председателем Государственного совета РТ Ф. Мухаметшиным[26][27].

## Личная жизнь
Женат, имеет двух сыновей от первого брака. Увлекается йогой и боевыми искусствами.